# Burekup
Burekup är en ort i Australien. Den ligger i kommunen Harvey och delstaten Western Australia, omkring 150 kilometer söder om delstatshuvudstaden Perth. Antalet invånare är 633.
Närmaste större samhälle är Bunbury, omkring 16 kilometer väster om Burekup. 
Trakten runt Burekup består till största delen av jordbruksmark. Runt Burekup är det glesbefolkat, med 13 invånare per kvadratkilometer. Genomsnittlig årsnederbörd är 1 014 millimeter. Den regnigaste månaden är maj, med i genomsnitt 183 mm nederbörd, och den torraste är februari, med 9 mm nederbörd.